# Allium alabasicum
Allium alabasicum là một loài thực vật có hoa trong họ Amaryllidaceae. Loài này được Y.Z.Zhao mô tả khoa học đầu tiên năm 1992.